# Frank Engeland
Frank Engeland (* 12. März 1961 in Dorsten, Westfalen) ist ein deutscher Jurist, Richter und ehemaliger Darsteller in einer Gerichtsshow.

## Leben
Frank Engeland absolvierte seinen Zivildienst und studierte in Köln Rechtswissenschaften. Nachdem er dort sein Erstes Staatsexamen abgelegt hatte, legte er einen Aufenthalt in Florenz ein, um dort Italienisch zu lernen. Nach seinem Referendariat machte er 1991 sein Zweites Staatsexamen und war danach am Landgericht Köln sowie am Amtsgericht Bergisch Gladbach tätig. Anschließend war Frank Engeland am Amtsgericht Köln für Familien-, Jugend-, Straf-, Bau- und Mietangelegenheiten zuständig. Außerdem war er für Haft- und Ermittlungssachen oder Einweisungen in die Psychiatrie verantwortlich. Im Jahr 2025 ist Engeland weiter am Kölner Amtsgericht als Richter tätig.
Vom 2. September 2002 bis September 2007 spielte er den Richter in der Gerichtsshow Das Familiengericht auf RTL.